# Brigitte Mira
Brigitte Mira, född 20 april 1910 i Hamburg, Kejsardömet Tyskland, död 8 mars 2005 i Berlin, Förbundsrepubliken Tyskland, var en tysk skådespelare inom film och teater. Hon började spela teater på 1930-talet och började filma på 1940-talet. Under 1970-talet blev hon internationellt känd för flera huvudroller i Rainer Werner Fassbinders filmer.

## Filmografi, urval
- 1948 – Berliner-ballad (ej krediterad)
- 1959 – Du är underbar
- 1974 – Kaspar Hauser – var och en för sig och Gud mot alla
- 1974 – Rädsla urholkar själen
- 1975 – Mamma Küsters himmelsfärd
- 1975 – Frihetens nävrätt
- 1976 – Satans yngel
- 1976 – Kinesisk roulette
- 1976 – Den starka kvinnan
- 1977 – Drei Damen vom Grill (TV-serie)
- 1980 – Primel flyttar omkring
- 1980 – Fabian
- 1980 – Berlin Alexanderplatz (TV-serie)
- 1981 – Lili Marleen
- 1981 – Den gamle deckarräven (TV-serie)
- 1991 – Oskuldens offer
- 2000 – Fassbinders kvinnor